# 大寺かおり
大寺 かおり（おおてら かおり、1986年4月25日 - ）は、日本のフリーアナウンサー。
東京都出身。フェリス女学院大学文学部コミュニケーション学科卒業。ホリプロ所属。東京アナウンスセミナー出身（9期）

## 略歴
- 大学在学中は、『Cancam』の読者モデルとして活動[4]、CanCamTV局アナとしてもリポートなどを担当。また日テレG＋の読売オンライン上で学生キャスターとしてニュースを担当する。
- 2009年、山陽放送入社[1]（同期は荻田幸稔）。
- 2010年4月より地上デジタル放送推進大使を務める[5]。
- 2011年4月から2013年9月まで夕方のニュース番組「RSKイブニングニュース」のメインキャスター担当。[6]
- 2013年6月、TBS系全国放送番組ネプチューンの「THE☆宝島」に出演。[7]
- 2014年10月より深夜のバラエティー番組「恋するスマホ女子部」を担当。部長としてメインで進行を務め様々な体当たりリポートにも挑む[8]。
- 2014年12月よりラジオワイド番組「朝です。全員起立!」（平日午前7時～10時生放送）のメインパーソナリティーを担当。[9]
- 2016年3月、山陽放送を退社[10]。
- 2017年2月、フリーアナウンサーとして活動を再開[11]。ホリプロに所属。
- RKB毎日放送 で2018年5月2日に放送の「ぞっこん九州　平成の30年 福岡が一番熱かった日 ～1999ホークス 初優勝の軌跡～ 」ではホークス大好き女子代表として出演。[12]

## 人物
- 東京アナウンスセミナー9期生[13]。
- 秘書検定2級及びニュース時事検定3級を持っている[14]。
- プロ野球観戦が趣味で[1]、福岡ソフトバンクホークスのファンである[15] 。
- 特技はクラシックバレエ[1]。
- 歌手の加藤ミリヤと安室奈美恵の大ファンである[16]。

## 担当番組

### フリー
- JSPORTS野球好き楽天キャンプin久米島2017 第2クール生中継（2017年2月7日 - 2月11日、JSPORTS4）リポーター
- MLB開幕直前!開幕戦まであと5時間!メジャーリーグ開幕直前スペシャル（2017年4月2日、JSPORTS3）MC
- よじごじDays（2017年4月3日・5月6日、テレビ東京）リポーター
- JSPORTS NPB AWARDS 2017 （プロ野球年間表彰式　生中継　MC　JSPORTS1）
- JSPORTS野球好き楽天キャンプin久米島2018 第2クール生中継 ( JSPORTS4 )リポーター
- ぞっこん九州　平成の30年 福岡が一番熱かった日 ～1999ホークス 初優勝の軌跡～ （RKB毎日放送 ）
- 第100回　全国高等学校野球選手権記念大会　東西東京大会　準決勝　生中継　（TOKYO MX)
- 5時に夢中！（2018年9月27日　アシスタントMC　TOKYO MX）[17]
- JSPORTS NPB AWARDS 2018（プロ野球年間表彰式 生中継　MC、JSPORTS1）
- JSPORTS野球好き楽天キャンプin久米島2019 第1クール最終日、第2クール生中継（2019年2月4日、2月6日 - 2月9日、JSPORTS4）リポーター
- BACHプラザ（2023年4月 - 、テレビ埼玉） 木曜日司会[18]

### 山陽放送時代
- イブニングDonDon（2009年10月1日 - 2011年4月1日）木曜・金曜 サブ司会
- VOICE21（2010年4月 - 2011年3月）キャスター
- RSKイブニングニュース（2011年4月 - 2013年9月）メインキャスター
- 大寺かおりの午後もがんばって♪（2013年4月 - 2015年3月）メインパーソナリティ
- 国司憲一郎のリンだRiNだ（2013年10月9日 - 2014年10月8日・10月22日）リポーター
- 恋するスマホ女子部（2014年10月 - 2016年3月）MC
- 朝です。全員起立!（2014年12月 - 2016年3月）メインパーソナリティ
- RSKイブニング5時（2015年4月 - 2016年3月）総合司会
- 山陽TVニュース（不定期）
- OKAYAMA CITY TV